# Flat Two
Flat Two (übersetzt „Wohnung Zwei“) ist ein britischer Kriminalfilm von Alan Cooke aus dem Jahr 1962. Produziert wurde er von der Filmgesellschaft Merton Park Studios. Das Drehbuch stammt von dem Drehbuchautor Lindsay Galloway und baut auf dem gleichnamigen Roman (deutsche Veröffentlichung als Louba der Spieler) von Edgar Wallace auf. Der Film war Teil der ersten Hälfte der Edgar Wallace Mysteries, einer Serie von 47 Edgar-Wallace-Verfilmungen der Merton Park Studios zwischen 1960 und 1965.

## Handlung
Der professionelle Spieler Emil Louba wird tot in seiner Wohnung gefunden. Inspektor Trainer von Scotland Yard identifiziert drei Verdächtige, die den Mord begangen haben könnten: Rechtsanwalt Warden, der Mitglied in Loubas West End Club war, Loubas früherer Kumpan Charles Berry und der Architekt Frank Leamington. Charles Berry hatte sich nach einem Streit um eine Frau mit Louba zerstritten, und Leamingtons Motiv waren hohe Schulden, die dessen Verlobte bei Louba angehäuft hatte. Da die Motive von Leamington am schwersten wiegen, wird er für den Mord angeklagt. Der Rechtsanwalt Warden übernimmt die Verteidigung; aufgrund eines Details, das nur der Mörder kennen konnte, enttarnt er sich jedoch bei der Verhandlung selbst als Mörder an Louba.

## Kritiken und Übersetzung
Joachim Kramp und Jürgen Wehnert zitieren in ihrem Das Edgar Wallace Lexikon von 2004 eine Kritik des Monthly Film Bulletin von 1962 zum Film. Diese bezeichnet ihn als eine „Episode ohne jede Spannung.“ Die „unglaubwürdige Geschichte“ sei „viel zu sehr auf verbale Erklärungen aufgebaut, und weder die Regie noch die Charakterisierung der Personen sind stark genug, um sie in Gang zu halten.“ Zuletzt sei aber zumindest die Darstellerleistung „kompetent“.
Anders als die meisten Merton-Park-Filme wurde der Film auch in Deutschland gezeigt. Er wurde vom Rank-Filmverleih in Hamburg als Der Mörder fängt sich selbst zusammen mit Der Tod kam schneller als das Geld, einer übersetzenden Fassung des Films Death Trap zu dem Film Der Dolch im Rücken zusammengeschnitten und im Juli 1963 veröffentlicht.

## Belege
1. ↑  
„Flat Two.“ In: Joachim Kramp, Jürgen Wehnert: Das Edgar Wallace Lexikon. Leben, Werk, Filme. Es ist unmöglich, von Edgar Wallace nicht gefesselt zu sein! Verlag Schwarzkopf & Schwarzkopf, Berlin 2004; S. 193–194. ISBN 3-89602-508-2.
2. ↑  
Kritik vom Monthly Film Bulletin vom Mai 1962, zitiert nach „Flat Two.“ In: Joachim Kramp, Jürgen Wehnert: Das Edgar Wallace Lexikon. Leben, Werk, Filme. Es ist unmöglich, von Edgar Wallace nicht gefesselt zu sein! Verlag Schwarzkopf & Schwarzkopf, Berlin 2004; S. 193–194. ISBN 3-89602-508-2.
3. ↑  
„Dolch im Rücken, Der.“ In: Joachim Kramp, Jürgen Wehnert: Das Edgar Wallace Lexikon. Leben, Werk, Filme. Es ist unmöglich, von Edgar Wallace nicht gefesselt zu sein! Verlag Schwarzkopf & Schwarzkopf, Berlin 2004; S. 136. ISBN 3-89602-508-2.